# 広津雲仙
廣津 雲仙（ひろつ うんせん、1910年（明治43年）10月1日 - 1989年（平成元年）9月19日）は、昭和期に活躍し、日展内閣総理大臣賞や日本芸術院賞を受賞した書家。日展の要職を歴任し常務理事を務めたほか、日本書芸院の設立、読売書法会の創立に尽力した。また、書道雑誌『墨滴』を刊行すると同時に、墨滴会を主宰し、後進の育成に力を注いだ。長崎県北高来郡高来町出身（現、諫早市高来町）で、本名は廣津 四郎（ひろつ しろう）。雅号の「雲仙」は、長崎県の雲仙岳に由来する。

## 略歴
- 1910年 - 長崎県北高来郡高来町に生まれる。
- 1935年 - 書を辻本史邑に師事。漢籍を長岡参寥に師事。
- 1942年 - 関西書道会展 文部大臣賞。東方書道会展 推薦賞。
- 1946年 - 社団法人日本書芸院設立（発起人）。
- 1948年 - 日本書芸院展 審査員。
- 1951年 - 日展 特選。毎日書道展 審査会員。
- 1953年 - 関西綜合美術展 審査員（以降、7回）。
- 1954年 - 墨滴会主宰。
- 1956年 - 日展 特選。
- 1959年 - 日展 審査員（以降、13回）。
- 1961年 - 長崎県の浜屋百貨店にて個展を開催（以降、個展6回）。
- 1963年 - 現代書道20人展出品（以降、15回）。
- 1964年 - 現代書道20人展並びにアジア展出品。日展 評議員。
- 1965年 - 現代書道20人展並びに香港展出品。
- 1966年 - 日展出品作が長崎県立博物館収蔵。中京大学文学部教授。
- 1967年 - 日本赤十字社有功章社員章。長崎県文化功労者表彰。NHK連続放送「みだれがみ」のタイトルを制作。
- 1968年 - 日展 内閣総理大臣賞。
- 1971年 - 日展出品作を文化庁が買上げ。
- 1972年 - 日本芸術院賞[1]。日展出品作が東京都美術館に収蔵。
- 1973年 - 日展 理事。全日本書道連盟 理事。兵庫県文化賞[2]。
- 1974年 - 紺綬褒章（以降、5回）。
- 1975年 - 日展 理事。
- 1978年 - 日展 参事。兵庫県文化各界友好訪中副団長。
- 1979年 - 日展 常務理事。神戸市文化賞。
- 1981年 - 日展 理事。長崎県高来町名誉町民となる。
- 1983年 - 日展 監事。
- 1984年 - 読売書法会創立 総務。日本書法巨匠展（アメリカ・西ドイツ・イタリア巡回）出品。佐世保市教育文化表彰。
- 1985年 - 日展 常務理事。読売書法展 審査員。
- 1986年 - 日展 参事。国連代表部へ作品寄贈。
- 1987年 - 日展 理事。日中蘭亭書道交流訪中。
- 1988年 - 勲四等旭日小綬章。日展 理事。兵庫県書作家協会 会長。
- 1989年 - 日展 参事。從五位に位記される。

## 書風
雲仙の作品は、堅実な古典的基礎の骨格を、雲仙の人柄ともいえる穏和な肉付きで包んでいて、厳しい格調の高さや内的精神の強さが、気取りや誇張のない、やさしい品の良さで仕上げられている。このような静かな書風から、新鮮な現代の息吹きが感じられる。また、楷書・行書・草書・隷書・篆書と書法の領域の広さだけでなく、濃墨の楷書作品の中でも、太い筆勢による作品や、細い線質を巧みに駆使した作品などで、文字自身の内容や情感に対する、作者の解釈や感覚による個性的な表現形式を、柔軟に対応させて、作品に新鮮な生命感を多様に表現している。
書法の領域について、楷書は鄭道昭、行書と草書は張瑞図、篆書は石鼓文、隷書は張遷碑の古典が原点に据えられている。この基本から変貌していく鍵を他の古典に広く求め、時には混合させ、また変身もした。中林梧竹、寂厳、良寛、富岡鉄斎、仙厓、倪元璐、黄道周、鄭燮などと、いずれもこれらの作家は、ここで再発掘されることになった。
雲仙の書は構築性に優れて整理整頓が行き届いている。張瑞図を厚い線で脇を締め、右肩を上げて威厳を示し、行間をすっきり通すのは、雲仙スタイルの典型である。晩年の書は鄭燮の気儘な長い線や肱の張りが加わり、いつも整然としていた雲仙に、遊戯性が表れだした。

## 著書・編書
- 廣津雲仙書展
- 廣津雲仙自選
- 廣津雲仙
- 廣津雲仙遺墨集
- 現代日本書法集成　廣津雲仙書法
- 教本　色紙作例集
- 続教本　色紙作例集
- 張瑞図の書法（全3巻）
- 擬山園帖（全10巻）
- 書道技法講座（6）鄭羲下碑
- 書道技法講座（18）鄭道昭

## 主な門弟
- 廣津岱雲
- 太根啓山
- 長谷川光石
- 林田芳園
- 毛利柳村
- 伊藤天游
- 大重筠石
- 茅原南龍